# Blastobasis pallescens
Blastobasis pallescens là một loài bướm đêm thuộc họ Blastobasidae. Nó được tìm thấy ở Úc, bao gồm miền bắc Queensland.